# Karsten Solheim
Karsten Solheim, född 15 september 1911 i Austrheim norr om Bergen i Norge, död 16 februari 2000 i Phoenix i Arizona, var en norskfödd amerikansk golfklubbdesigner och företagare. Han grundade Karsten Manufacturing, en ledande golfklubbsutvecklare som är mer känd under varumärket Ping och golftävlingen Solheim Cup som är den främsta internationella lagtävlingen inom damgolf.
Solheim föddes i Austrheim norr om Bergen i Norge. Hans far var skomakare och familjen emigrerade till Seattle i USA när Solheim var två år. Han utbildade sig till ingenjör och började spela golf vid 42 års ålder då hans kolleger vid General Electric bjudit in honom till en runda. Han upptäckte snart att hans främsta problem var puttningen, så han skapade själv en nyskapande putter. Istället för att fästa skaftet vid klubbhuvudets häl, fäste han det vid huvudets mitt. Han tillämpade vetenskapliga principer i sin klubbdesign, något som tidigare främst baserats på experimentering, och förde i sin konstruktion över mycket av klubbhuvudets vikt till kanterna.
Solheim började tillverka klubbor i sitt garage och gav bort dem till skeptiska proffs vid tävlingar. Klubborna började accepteras då Julius Boros vann Phoenix Open med Solheims putter, som hade fått namnet Anser. År 1967 sade Solheim upp sig från General Electric för att grunda Karsten Manufacturing, skapare av varumärket Ping. År 1969 introducerade han järnklubbor baserade på samma viktprincip, och dessa blev snabbt en succé. Andra klubbtillverkare började snart följa i hans mönster.
Solheim blev en välgörare inom golfen. Han donerade miljontals dollar till Karsten Golf Course vid Arizona State University och Karsten Creek Golf Course vid Oklahoma State University, han sponsrade även LPGA-turneringar i Oregon, Arizona och Massachusetts. Han var en drivande kraft bakom skapandet av Solheim Cup, en kvinnlig motsvarighet av männens Ryder Cup. Tävlingen spelades för första gången 1990.
Senare under 1990-talet började han utveckla Parkinsons sjukdom, och 1995 överlämnade han företaget till sin son John. Han dog i Phoenix, Arizona.
Solheim introducerades till World Golf Hall of Fame år 2001.